# William Moore (athlétisme)
Pour les articles homonymes, voir William Moore et Moore.
William Craig Moore (né le 5 avril 1890 à Fulham et décédé le 12 mai 1960 à Worthing) est un athlète britannique spécialiste du demi-fond. Il concourait pour l’Université d'Oxford. 

## Biographie

### Palmarès
| Date | Compétition           | Lieu      | Résultat | Épreuve            | Performance |
| ---- | --------------------- | --------- | -------- | ------------------ | ----------- |
| 1912 | Jeux olympiques d'été | Stockholm | 3e       | 3 000 m par équipe | 23 pts      |

### Records
| Épreuve      | Performance  | Lieu      | Date |
| ------------ | ------------ | --------- | ---- |
| 1 500 mètres | 4 min 11 s 2 | Stockholm | 1912 |
| Mile         | 4 min 28 s 6 |           | 1911 |